# Hrabstwo Crosby

Piramida wieku hrabstwa

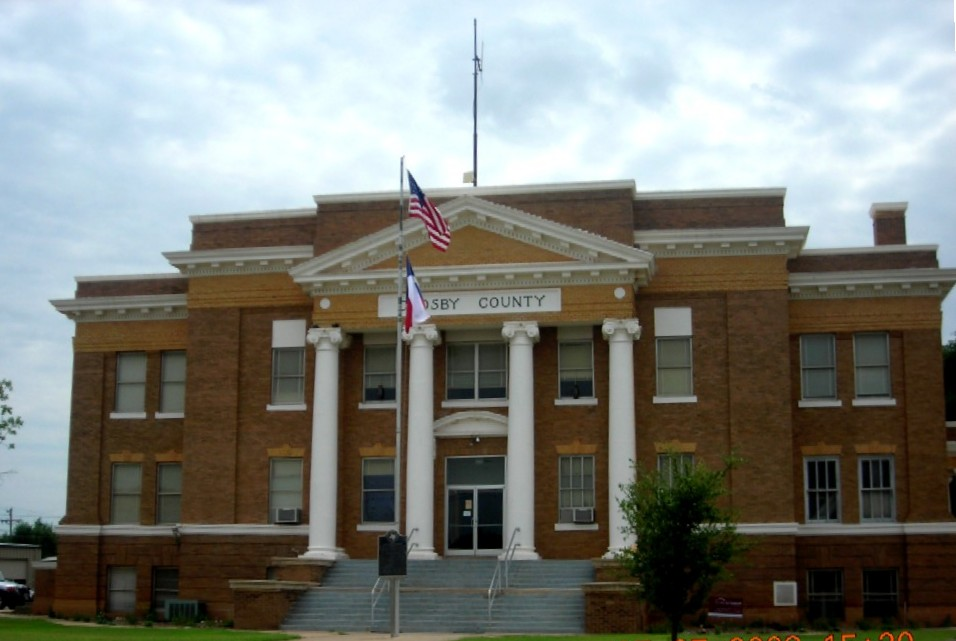
Budynek sądu hrabstwa Crosby

Hrabstwo Crosby – hrabstwo położone w USA, w północnej części stanu Teksas, na wschodnim skraju Wysokich Równin. Według danych z 2023 liczy 4917 mieszkańców (w tym 56,6% to Latynosi). Należy do obszaru metropolitalnego miasta Lubbock. Siedzibą władz hrabstwa jest Crosbyton. Inne miejscowości, to: Lorenzo i Ralls.
Hrabstwo utworzono w 1876 roku poprzez wydzielenie terenu z Young Territory, jednak później podlegało jeszcze zmianom a ostateczny, obecny kształt uzyskało dopiero w 1891 roku. Nazwa hrabstwa pochodzi od nazwiska Stephena Crosbyego, kapitana parowca, polityka i działacza Teksasu w połowie XIX w.
Hrabstwo zajmuje 30. miejsce w kraju pod względem zysku z upraw bawełny. Wydobywa się tutaj także ropę naftową. 

## Sąsiednie hrabstwa
- Hrabstwo Floyd (północ)
- Hrabstwo Dickens (wschód)
- Hrabstwo Garza (południe)
- Hrabstwo Lubbock (zachód)

## Główne drogi
Przez teren hrabstwa przebiegają między innymi dwie drogi krajowe oraz droga stanowa:
- U.S. Route 62
- U.S. Route 82
- Droga stanowa nr 207